# Réti boglárka
A réti boglárka (Ranunculus acris) a boglárkavirágúak (Ranunculales) rendjébe, ezen belül a boglárkafélék (Ranunculaceae) családjába tartozó faj.
Nemzetségének a típusfaja.

## Előfordulása
Csaknem egész Eurázsiában honos és igen gyakori. A három, Magyarország egész területén elterjedt boglárkafaj egyike. Mint sok más helyre, Új-Zélandra és Észak-Amerikába is betelepítették, ahol aztán nagy területeket hódított meg magának; itt a gyomirtó szereknek is ellenáll. Elfoglalva a legelőket, Új-Zélandon több százmillió dolláros károkat okoz a farmereknek.

## Alfajai
- Ranunculus acris subsp. acris
- Ranunculus acris subsp. borealis
- Ranunculus acris subsp. friesianus
- Ranunculus acris subsp. pumilus

## Megjelenése
A réti boglárka 30–100 centiméter magas, kopasz vagy rásimuló szőrű növény. Levelei tenyeresen többé-kevésbé tövig szeldeltek, 3–5 szelettel. A levélszeletek újból szeldeltek, szálas vagy lándzsás cimpákkal. Az alsó levelek nyele hosszú, a levélnyél felfelé egyre rövidül, úgyhogy a felsők már ülők. 18–25 milliméter átmérőjű, aranysárga virágai laza bugába rendeződtek, kocsányuk hengeres, nem barázdált. A sárgás, rásimuló szőrű csészelevelek körülfogják a virágot. A terméses vacok kopasz.

## Életmódja, termőhelye
A nedves és hegyi réteken, kaszálókon, legelőkön, utak szélein, esetenként sziklákon és kőszirteken nő. A nedves vagy nyirkos, nitrogénben gazdag vályogtalajokat kedveli. A növény májustól júliusig, részben egészen novemberig virágzik. Ragyogó aranysárga virágai május közepén uralkodnak a nedves réteken. Mérgező növény, megszárítva azonban hatóanyaga lebomlik. Méreganyagának köszönheti, hogy friss virágát a legelő jószág elkerüli, így jönnek létre az egyébként lelegelt rétek feltűnő „boglárkaszigetei”. A méreganyaga a csípős ízű anemonin.
|  |  |

## Képek

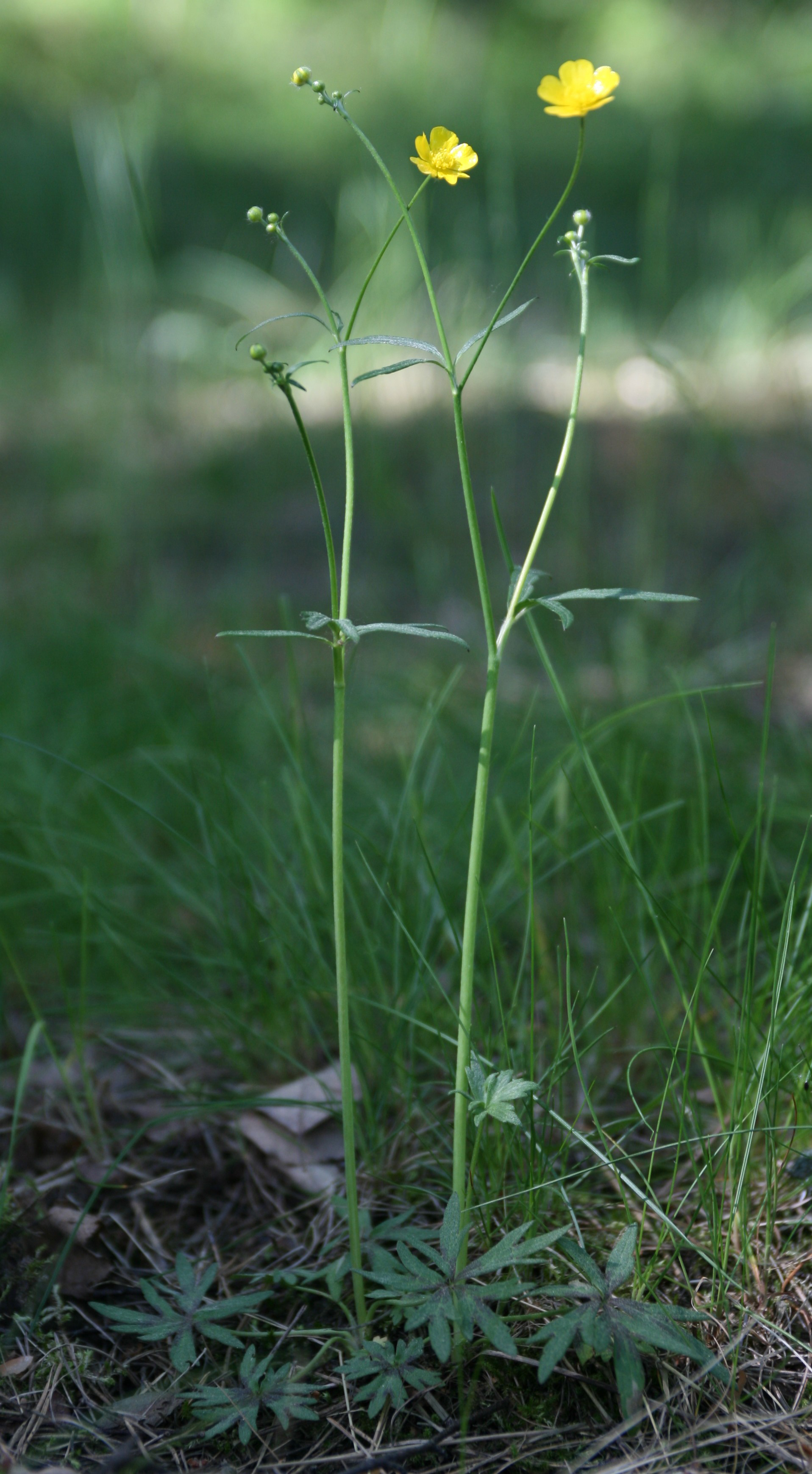
A növény
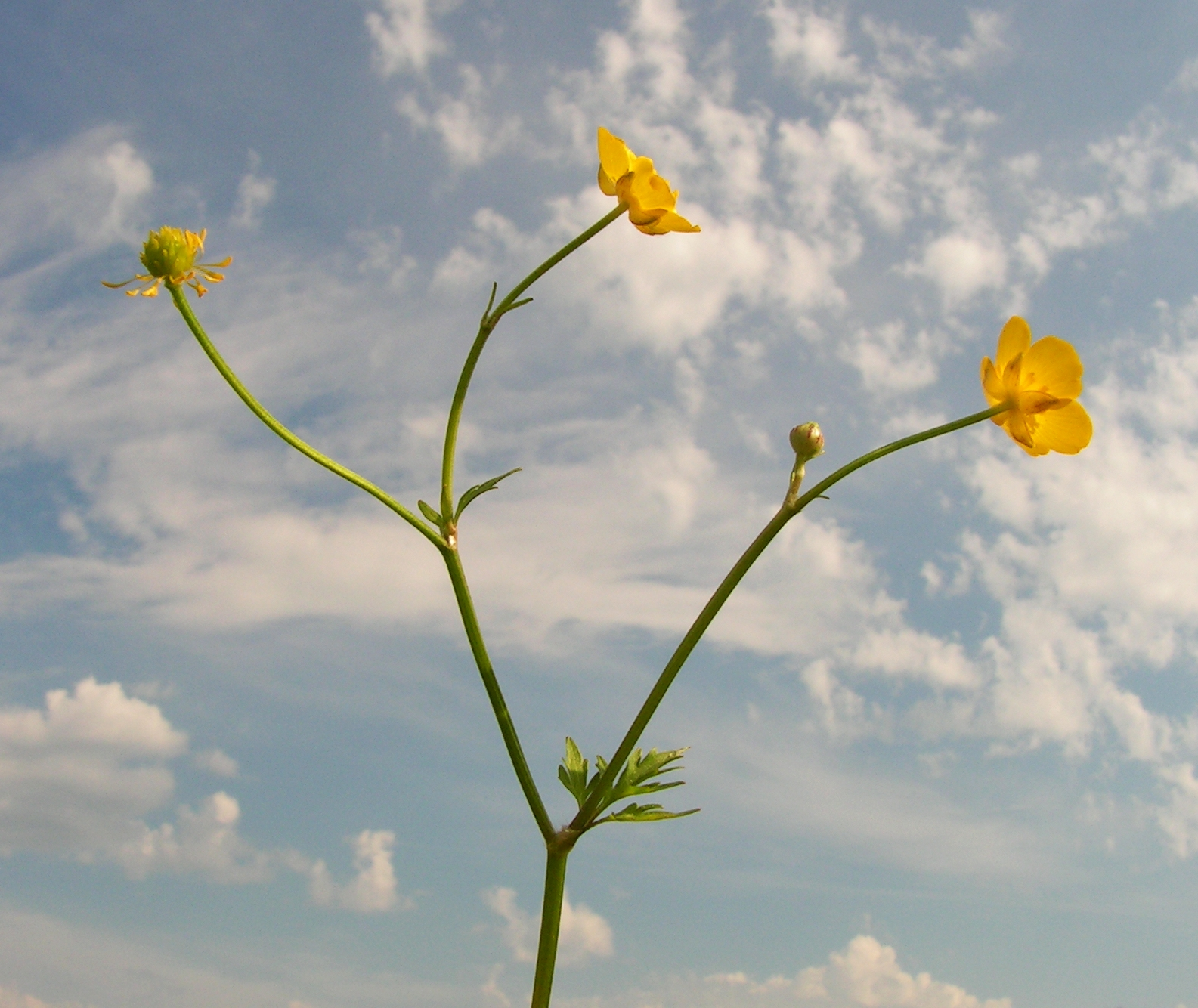
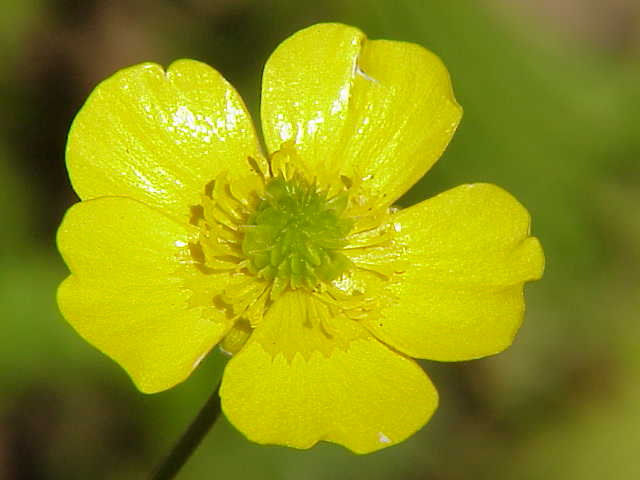
Virága
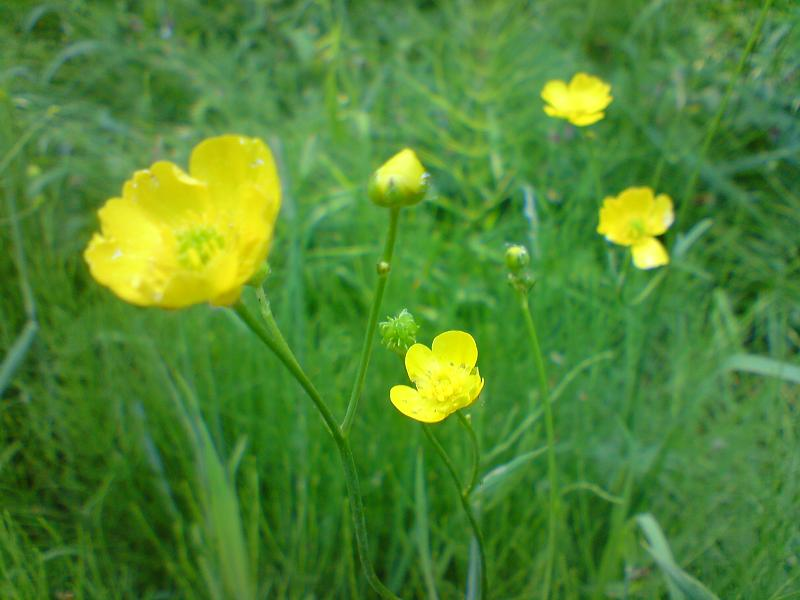
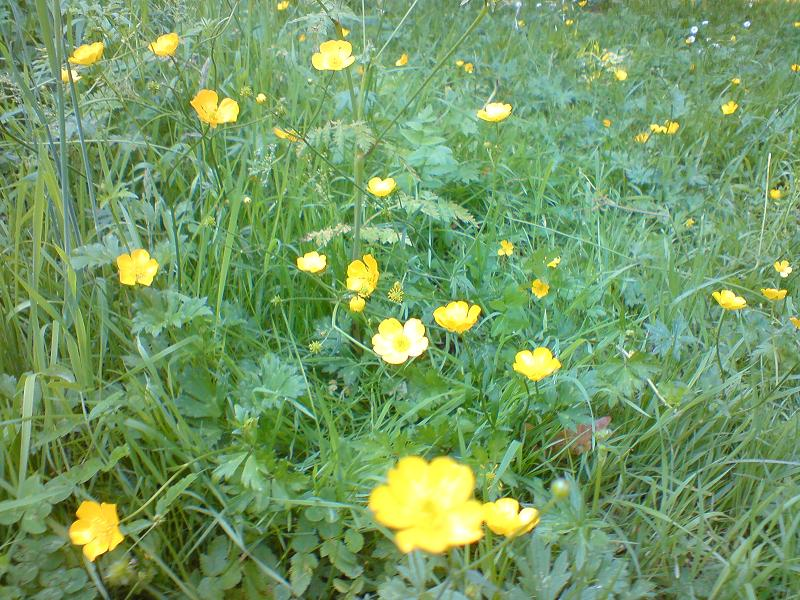
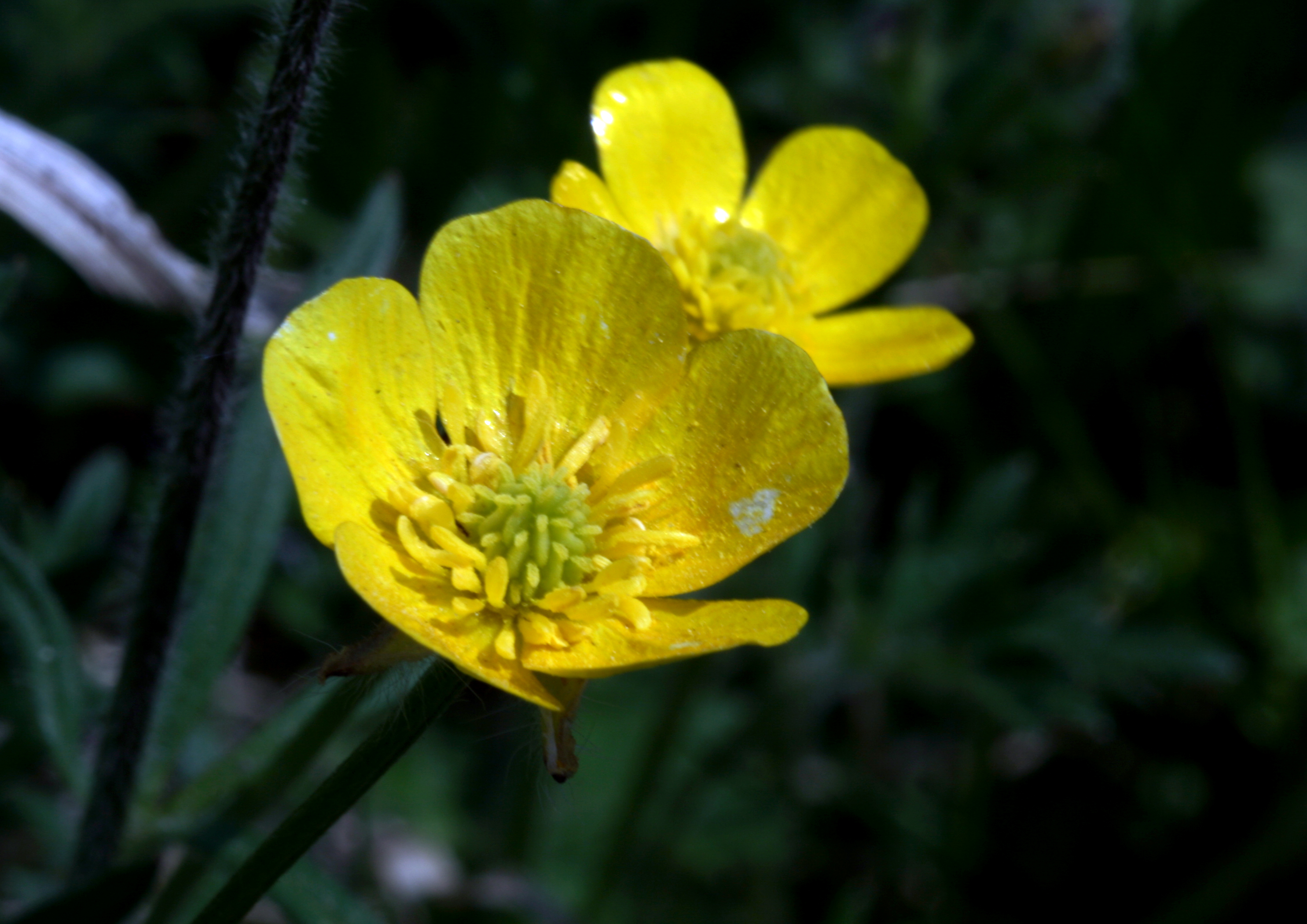
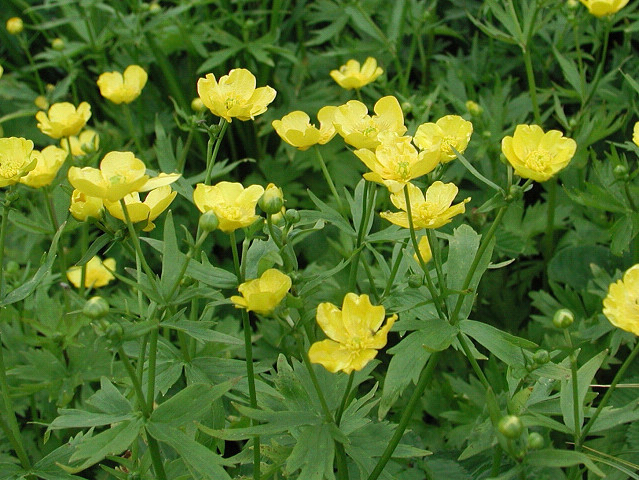
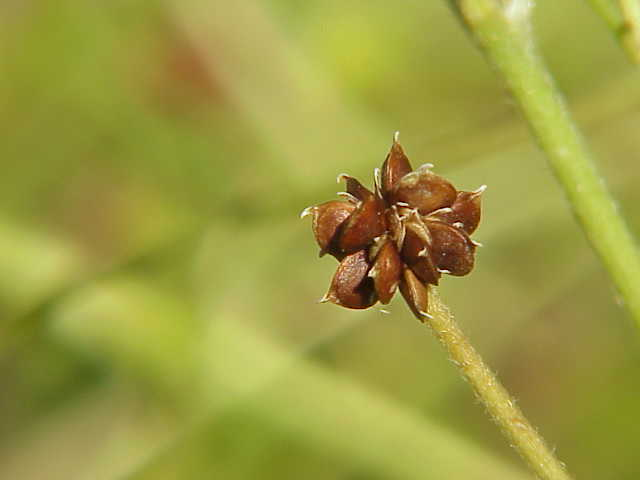
Termései